# 巴爾溫科韋 (奧夫魯奇區)
51°19′48″N 28°38′1″E / 51.33000°N 28.63361°E
巴爾溫科韋（烏克蘭語：Барвінкове），是烏克蘭北部的村莊，隸屬日托米爾州的科羅斯滕區。該村面積0.23平方公里，海拔高度214米，2001年人口46，人口密度每平方公里200人。